# 京都薬科大学
京都薬科大学（きょうとやっかだいがく、英語: Kyoto Pharmaceutical University）は、京都市山科区に本部を置く日本の私立大学。略称は京薬、KPU。

## 概観

### 大学全体
1884年（明治17年）ドイツ人教師ルドルフ・レーマンによって創立された京都私立独逸学校に始まる、薬学系私立大学では日本で２番目の歴史と伝統を持つ。
1892年（明治25年）に私立京都薬学校、1919年（大正8年）に京都薬学専門学校を経て、1949年（昭和24年）に京都薬科大学へと昇格した。

### 教育理念
その建学の精神である「愛学躬行」（あいがくきゅうこう）は今に受け継がれている。
「愛学躬行」という言葉は、ラテン語の “Philosophia et Praktikos" を翻訳したもので、Philosophia は「愛知」や「哲学」を意味する。Praktikos は「実践」や「躬行」を意味する。躬行という言葉は「言ったことを自ら実際に行うこと」で有言実行に近い。「愛学躬行」の基となったラテン語の "Philosophia et Praktikos" という言葉をエントランスホールの正面に掲げ、本学の建学の精神として末永く伝えることとしている。

## 沿革

### 年表

ルドルフ・レーマン

- 1884年　ドイツ人博士ルドルフ・レーマンに学んだ人々が協力し、上京区（現在は中京区）富小路夷川下ルに京都私立独逸学校を創立　後に別科として薬学科を開設
- 1892年　薬学科を廃し、私立京都薬学校を設立
- 1898年　上京区（現在は左京区）夷川通川端東入ル秋築町に移転
- 1902年　医学予備校を廃止
- 1919年　専門学校令により京都薬学専門学校を設立　私立京都薬学校を廃止
- 1932年　東山区（現在は山科区）山科御陵中内町に校舎（本館・1号館－2000年5月解体、2号館－2008年3月解体）を新築し移転
- 1949年　学校教育法により「京都薬科大学」が認可
- 1952年　京都薬学専門学校を廃止
- 1956年　東山区（現在は山科区）山科御陵中筋町に運動場を建設
- 1959年　図書館建設（2010年6月解体）
- 1962年　薬学部製薬化学科増設
- 1964年　創立80周年記念事業の一環として2ヶ年計画で校舎の増改築を実施
- 1965年　5号館建設（2006年2月解体）
- 1966年　4号館建設（2006年1月解体）、6号館建設（2010年6月解体）
- 1965年　大学院薬学研究科修士課程設置
- 1968年　伏見区日野林に薬用植物園移転拡充
- 1970年　動物研究センター（旧中央動物研究施設）建設(2013年9月解体）
- 1971年　山科区御陵四丁野町（本校地より南約50m）に新校地を購入
- 1972年　中央講堂兼体育館建設（2014年5月解体・2016年2月新築完成予定）
- 1973年　南校舎(教養課程)建設（2012年2月解体）　薬学部生物薬学科増設　3学科制となる　育心館（旧8号館）建設
- 1974年　図書館書庫増築（2010年6月解体）
- 1976年　製薬化学科、生物薬学科の入学定員増員。
- 1977年　大学院薬学研究科博士後期課程設置
- 1979年　放射性同位元素研究センター建設（2007年12月解体）
- 1981年　大学ホール建設（2008年3月解体）　動物研究センター改修（2013年9月解体）
- 1983年　教育研究総合センター(旧3号館）建設
- 1984年　創立100周年
- 1985年　滋賀県滋賀郡志賀町に蓬莱セミナーハウス建設（2008年3月売却）
- 1986年　山科区御陵四丁野町（南校舎隣接地）に新校地を購入　テニスコート建設
- 1988年　S棟（旧生命薬学研究所）建設
- 1993年　大学院薬学研究科修士課程入学定員増員
- 1994年　創立110周年
- 1995年　大学入試センター試験導入
- 1997年　臨床薬学研修センター、情報処理センターの設置
- 1999年　大学院修士課程に臨床薬学専攻設置　創薬科学フロンティア研究センター建設
- 2001年　学生会館Pavot（パボ）建設
- 2003年　愛学館（前期）建設　愛学館3階に愛学ホール完成
- 2004年　創立120周年
- 2005年　愛学館（後期）建設　薬学6年制課程学生募集開始、薬学4年制課程学生募集停止
- 2006年　薬学6年制課程設置
- 2007年　S棟改修およびRIセンター移転　臨床薬学教育研究センター建設
- 2009年 大学基準協会による機関別認証評価の認定をうける[1]。
- 2010年　躬行館建設　育心館改修　大学院薬学研究科薬科学専攻博士前期課程設置
- 2011年　中央庭園建設、奏楽館建設　薬用植物園補助園完成　生涯教育センター設置
- 2012年　大学院薬学研究科薬学専攻博士課程および薬科学専攻博士後期課程設置
- 2013年　バイオサイエンス研究センター建設
- 2014年　創立130周年　南風館建設　南校地整備（部室棟、危険物・廃溶剤倉庫棟、警備員室、外構）

## 基礎データ

### 所在地
- 本校地（京都府京都市山科区御陵中内町5）
- 南校地（京都府京都市山科区御陵四丁野町1）

## 教育および研究

### 学部
2006年度入学生から薬学6年制を採用している。
- 薬学部（6年制）[注 1]
  - 薬学科

### 研究科
- 薬学研究科

### 研究

#### 21世紀COEプログラム
東京大学薬学部に次ぎ、薬学部としては2番目に文部科学省・21世紀COEプログラムの拠点に選定された。
- 2004年度
  - 革新的な学術分野
    - 伝承からプロテオームまでの統合創薬の開拓-生物分子基盤の革新的難病治療薬創製

## 学生生活

### 部活動・クラブ活動・サークル活動
京都薬科大学には現在、運動系、文化・学術系合わせて約30のクラブが活動している。多くの運動部は関西薬学生連盟に加盟している。
| - アメリカンフットボール - ソフトテニス - 空手 - 剣道 - バドミントン - 硬式野球 - バスケットボール - 準硬式野球 - 陸上競技 - ラグビー - 卓球 - サッカー - サイクリング - バレーボール - 硬式庭球 - ヨット | - 写真 - 管弦楽 - 華道 - 美術 - 茶道 - ESS - マンドリン - 映画研究 - 能楽 - 植物研究 - ユーベルコール - 漢方医学研究 - 軽音楽 |

### 学園祭
毎年11月に、京薬祭という名前で開催されている。

## 大学関係者と組織

### 大学関係者一覧
- 京都薬科大学の人物一覧

## 施設

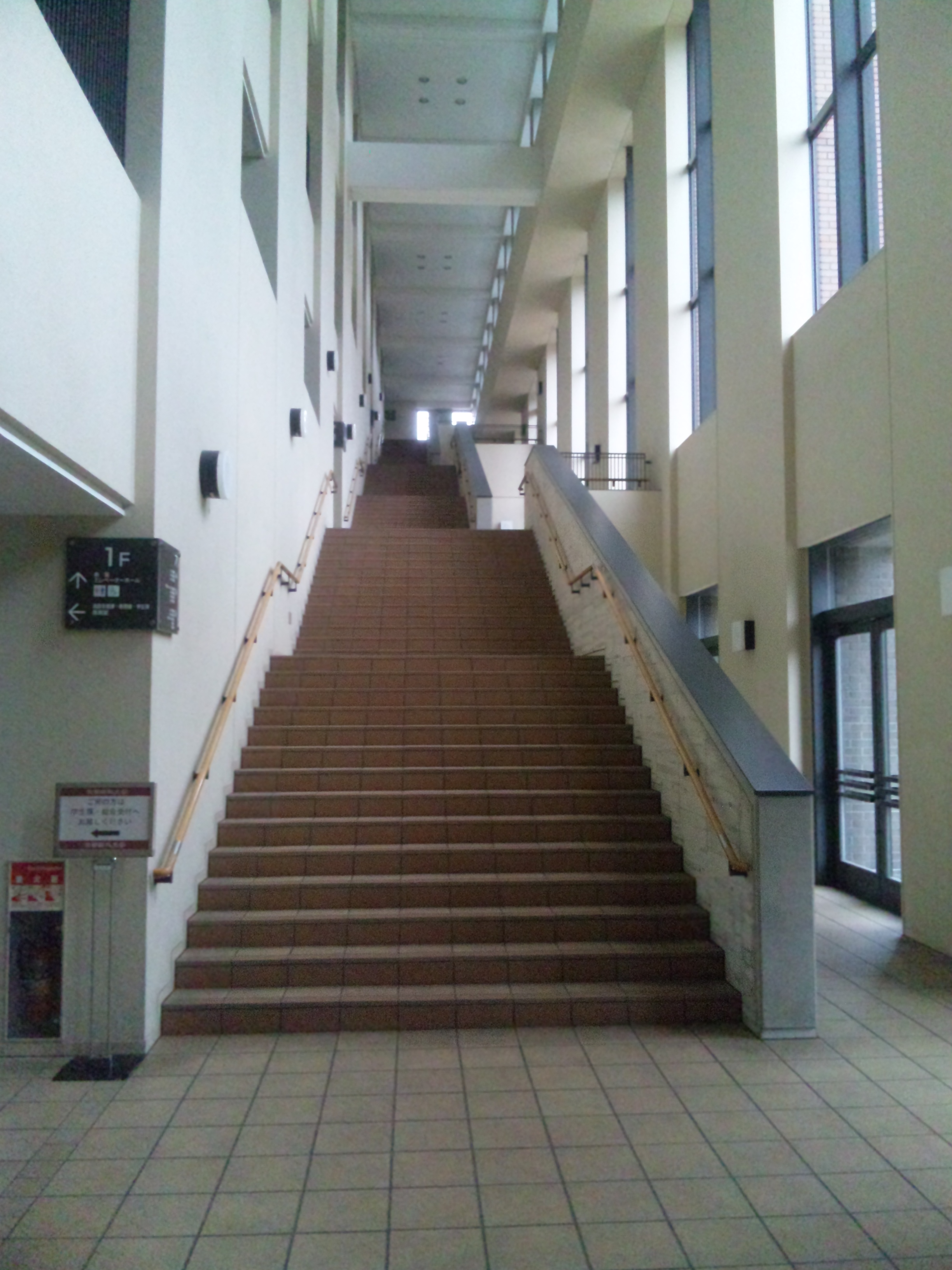
京都薬科大学愛学館内

以下の施設がある。

### キャンパス

#### 本校地
- 教育研究総合センター
  - 薬学教育研究センター
  - 情報処理教育研究センター
- 臨床薬学教育研究センター
- 愛学館
- 躬行館
  - 図書館
- 動物研究センター
- 中央講堂兼体育館

#### 南校地
- 創薬科学フロンティア研究センター

### グラウンド
- 薬用植物園補助園

### キャンパス外施設
- 薬用植物園

## 対外関係

### 欧学舎に起源する他学校
- 京都府立医科大学
- 京都府立洛北高等学校・附属中学校